# Tatum Skoglund
Tatum Skoglund (1978) è un'ex sciatrice alpina statunitense.

## Biografia
In Coppa del Mondo la Skoglund esordì il 21 novembre 1996 a Park City in slalom gigante, senza completare la prova, e ottenne il miglior piazzamento il 23 gennaio 1998 a Cortina d'Ampezzo in supergigante (30ª). In Nor-Am Cup conquistò l'ultima vittoria il 7 dicembre 2000 a Mont-Tremblant in slalom gigante e l'ultimo podio il 9 dicembre 2001 a Lake Louise in discesa libera (2ª); prese per l'ultima volta il via in Coppa del Mondo il 16 dicembre 2001 a Val-d'Isère in slalom gigante, senza completare la prova, e si ritirò durante quella stessa stagione 2001-2002: la sua ultima gara fu lo slalom gigante di Coppa Europa disputato il 15 gennaio ad Arosa, non completato dalla Skoglund. In carriera non prese parte a rassegne olimpiche o iridate.

## Palmarès

### Coppa del Mondo
- Miglior piazzamento in classifica generale: 116ª nel 1998

### Nor-Am Cup
- Miglior piazzamento in classifica generale: 3ª nel 2001
- Vincitrice della classifica di slalom gigante nel 2001
- 11 podi (dati dalla stagione 1994-1995):
  - 2 vittorie
  - 6 secondi posti
  - 3 terzi posti

#### Nor-Am Cup - vittorie
| Data            | Località       | Paese  | Specialità |
| --------------- | -------------- | ------ | ---------- |
| 2 gennaio 1997  | Mont-Orford    | Canada | GS         |
| 7 dicembre 2000 | Mont-Tremblant | Canada | GS         |

Legenda:

GS = slalom gigante

### South American Cup
- Miglior piazzamento in classifica generale: 22ª nel 2001
- 1 podio (dati dalla stagione 1994-1995):
  - 1 secondo posto

### Australia New Zealand Cup
- 1 podio (dati dalla stagione 1994-1995):
  - 1 vittoria

#### Australia New Zealand Cup - vittorie
| Data              | Località     | Paese     | Specialità |
| ----------------- | ------------ | --------- | ---------- |
| 10 settembre 1996 | Mount Buller | Australia | GS         |

Legenda:

GS = slalom gigante

### Campionati statunitensi
- 1 medaglia:
  - 1 argento (slalom gigante nel 1997)